# Королёв, Александр Лаврентьевич
Александр Лаврентьевич Королёв (22 октября 1936 — 2 января 2010) — советский хоккеист, вратарь.
Карьеру провёл в команде из Электростали) (1954/55 — 1961/62, 1964/65 — 1966/67). В классе «А» отыграл шесть сезонов (1955/56 — 1956/57, 1957/58, 1959/60 — 1961/62).